# Colonia (Stati Uniti d'America)
Negli Stati Uniti, una colonia è una località povera non incorporata con basso reddito situata lungo il confine tra il Messico e gli Stati Uniti, questa tipologia di insediamento è nata in seguito alla creazione delle baraccopoli. Queste colonie consistono in abitazioni fatiscenti privi di servizi come acqua potabile, elettricità, strade asfaltate, fogne e gestione dei rifiuti. Generalmente sono situate sulle pianure, dove sono frequenti le inondazioni. Oltre a ciò, l'urbanizzazione di tali territori, spesso da parte degli sviluppatori che suddividono i terreni in lotti, portano zanzare e malattie. Sono poche le case di proprietà in queste colonie, poiché le abitazioni vengono generalmente costruite con materiali di scarto delle costruzioni abitative. Nelle colonie la maggior parte della popolazione è composta da latinos, dove l'85 percento dei latinos di età inferiore ai 18 anni sono cittadini degli Stati Uniti. Negli Stati Uniti queste comunità di confine vengono viste come un luogo di illegalità, povertà, arretratezza e differenze etniche.

## Etimologia
La parola spagnola colonia significa in italiano "colonia" o "comunità". In spagnolo messicano, è specificamente un "quartiere residenziale [di una città]" e una colonia proletaria è una baraccopoli. Uno studio del 1977 usa il termine colonia per descrivere gli insediamenti rurali nel deserto con infrastrutture inadeguate e un patrimonio abitativo non sicuro. Poiché questi quartieri ispanici erano meno ricchi, la parola connotava anche povertà e alloggi scadenti. Negli anni '90, colonias è diventato un nome comune in inglese americano per i bassifondi che si sono sviluppati su entrambi i lati del confine tra Messico e Stati Uniti.
La storia della parola colonias negli Stati Uniti, e la sua interpretazione attraverso la politica, suggerisce che i luoghi chiamati colonias non devono essere percepiti come comunità naturali o prospere. In molte parti del Texas, i termini in lingua spagnola sono spesso usati per inquadrare ed evidenziare una differenza di classe. Il termine colonia è un simbolo essenziale per la politica pubblica negli Stati Uniti, e questo nome spagnolo è una componente fondamentale per costruire l'attenzione pubblica e politica, le differenze degli insediamenti ed etichettandoli come razzializzati e luoghi distinti, che ha un modo potente di costruire e rafforzare la marginalità.

## Definizione
La sezione 916 del Cranston-Gonzalez National Affordable Housing Act (1990) (NAHA) definisce le colonie come qualsiasi "comunità identificabile" determinata da criteri oggettivi che includono la mancanza di acqua potabile e sistemi fognari adeguati e la mancanza di alloggi con servizi igienici decenti. Secondo il Dipartimento degli alloggi e dello sviluppo urbano degli Stati Uniti (HUD - U.S. Department of Housing and Urban Development), il termine colonias ha un significato specifico all'interno degli Stati Uniti, riferendosi a una comunità all'interno della regione rurale di confine tra Messico e Stati Uniti con condizioni marginali legate all'alloggio e alle infrastrutture. Altre definizioni e criteri per una colonia sono utilizzati dall'Environmental Protection Agency, dal Dipartimento dell'Agricoltura degli Stati Uniti e dal Codice del Texas.

## Storia
I ricercatori hanno rintracciato le prime colonie in Texas negli anni '50 e all'inizio degli anni '60. Questi sono apparsi come una soluzione abitativa informale per salariati a basso reddito prevalentemente ispanici attraverso un modello denominato dagli studiosi "approccio incrementale". A causa dell'ascesa dell'industria delle maquiladora - fabbriche di proprietà straniera in Messico che creavano beni per l'esportazione - la popolazione di confine crebbe rapidamente e nel 1965 creò una carenza di alloggi per questi lavoratori. La sovrapposizione di quattro variabili attribuite allo sviluppo delle colonie: forte domanda da parte di una popolazione di salariati a basso reddito che soddisfa una scarsa offerta di alloggi a prezzi accessibili, offerta di terreni a basso costo e infruttuosi, assenza di norme sulla suddivisione di quella terra, e un modo legale per quella terra di essere venduta a privati. Gli sviluppatori di terreni iniziarono ad acquistare terreni di basso valore nelle aree periurbane dove l'applicazione rigorosa delle leggi sull'edilizia abitativa e ambientale era debole o inesistente. Durante questo periodo la vendita di terreni rurali senza politiche abitative di base era lecita. Le colonie erano nascoste alla vista a causa dell'isolamento fisico e le proprietà erano divise in piccoli lotti, che sarebbero stati acquistati da famiglie a basso reddito tramite contratti per atto notarile. Questi accordi, che vendevano lotti non migliorati, includevano promesse non documentate e quindi inapplicabili di fornire forniture di base come acqua, fognature ed elettricità. Poiché questi accordi non prevedevano un periodo di preclusione o la protezione dell'acquirente, qualsiasi proprietà non pagata per intero poteva essere riacquistata e rivenduta dai venditori, che conservavano la proprietà del terreno e potevano mantenere tutti i pagamenti effettuati dall'acquirente. Con la comparsa di più abitazioni con infrastrutture minime, il valore del terreno è diminuito e alla fine è diventato più accessibile come opzione di vita per le famiglie a basso reddito al confine.
Le comunità coloniali sono cresciute rapidamente negli anni '90, quando il numero di residenti è quasi raddoppiato dal 1990 al 1996. Ciò può essere soggetto agli effetti della globalizzazione e all'approvazione dell'Accordo di libero scambio nordamericano (NAFTA - North American Free Trade Agreement) nel 1994, che ha Il confine tra Messico e Stati Uniti ha creato molti posti di lavoro e ha incoraggiato la migrazione. Le persone sono passate dal tradizionale lavoro agricolo al lavoro nei trasporti, nelle costruzioni e nella produzione. Ciò ha portato a una maggiore informalità degli alloggi negli Stati Uniti, con la formazione e la crescita di colonie a causa della posizione strategica del confine e delle liberalizzazioni commerciali. Tuttavia, a causa della mancanza di mobilità finanziaria, i residenti della colonia affrontano sfide significative per sfuggire alla bolla della colonia. Nel giugno 1996, il Dipartimento per gli alloggi e gli affari comunitari del Texas ha ottenuto con successo una deroga dal Dipartimento per gli alloggi e lo sviluppo urbano (HUD) degli Stati Uniti per stabilire nuovi standard abitativi per le colonie. Gli standard risultanti hanno fornito una base per alloggi sicuri e igienici per alleviare i rischi per la salute esistenti. Questi standard sono necessari per lo sviluppo economico nelle colonie perché le infrastrutture non sicure e la mancanza di istruzione e lavoro ne inibiscono la crescita.
Nel 2007, il Texas aveva la più grande concentrazione di residenti di colonie negli Stati Uniti, con circa 400.000 che vivevano in oltre 2.000 colonie. Il New Mexico aveva il secondo più grande, seguito da Arizona e California. Tuttavia, poiché la posizione remota e lo sviluppo furtivo caratterizzano molte colonie, i conteggi esatti sono difficili e le cifre possono cambiare rapidamente. Nonostante l'elevato numero di individui che vivono in queste aree, la severità degli standard di vita nelle colonie deve ancora diventare una conoscenza comune per i cittadini statunitensi. Gli studiosi hanno scoperto che poco è stato fatto per porre rimedio al tenore di vita dei coloni, poiché la loro situazione è stata normalizzata dal pubblico e associata all'"illegalità" della regione di confine tra Messico e Stati Uniti. Gli studiosi hanno criticato la denominazione di questi insediamenti come colonie, affermando che l'uso della parola spagnola non solo crea difficoltà all'interno del settore delle politiche pubbliche del governo, ma promuove anche l'idea che questi insediamenti siano alieni e non una parte degli Stati Uniti. Tuttavia, quelli all'interno del pubblico riconoscono le colonie e le loro condizioni di vita li vedono come " baraccopoli di confine", mentre gli studiosi sin dagli anni '90 li hanno descritti come un "terzo mondo" all'interno degli Stati Uniti. Sebbene in queste aree persistano standard di vita scadenti, esiste un lato positivo per le colonie ed è spesso ignorato dai media e dai responsabili politici. Per i poveri della regione di confine, le colonie offrono alloggi a prezzi accessibili e l'opportunità di realizzare il sogno americano di possedere una casa. Alcuni studiosi hanno elogiato i coloni per aver cercato la realizzazione di questo sogno attraverso l'auto-aiuto. Per questo motivo, il pubblico informato ha iniziato a sollecitare i responsabili politici a prendere decisioni che non elimineranno le colonie, ma invece miglioreranno le condizioni di vita e promuoveranno l'approccio incrementale come strategia abitativa, affermando che questa opzione informale crea opportunità.

## Colonie per stato
Regolamenti di suddivisione statale divergenti hanno influenzato lo sviluppo storico delle colonie e il modo in cui ogni stato definisce una colonia. I resoconti storici indipendenti dovrebbero essere considerati dallo stato.

### Colonie in Texas
Intorno agli anni '50, gli sviluppatori iniziarono a creare suddivisioni lungo il confine tra Messico e Stati Uniti su proprietà agricole povere, dividendo la terra in piccoli appezzamenti e fornendo pochi servizi; lo sviluppo delle proprietà, destinate ad acquirenti a basso reddito, fu l'inizio delle colonie texane. Nel 1995, lo stato ha approvato leggi contro lo sviluppo di suddivisioni senza servizi. Dal 1995 al 2011, l'ufficio del procuratore generale del Texas ha pronunciato 87 sentenze contro sviluppatori che hanno creato proprietà senza servizi. L'ufficio del procuratore generale del Texas ha affermato che, nel 2011, il Texas aveva circa 2.294 colonie e stima che circa 500.000 vivessero nelle colonie. A partire dal 2011 la contea di Hidalgo ha il maggior numero di colonie del Texas, sebbene stimare la loro popolazione sia difficile a causa dell'isolamento, degli indirizzi condivisi, dei rapidi cambiamenti nello sviluppo e della sfiducia nei confronti del governo.

### Colonie nel New Mexico
Nel New Mexico, circa 150 colonie si sono qualificate per fonti di finanziamento delle colonie come HUD, Dipartimento dell'Agricoltura degli Stati Uniti (USDA), ecc. Nel New Mexico, ci sono due tipi di colonie: piccole città e suddivisioni. Sebbene molte delle colonie del New Mexico siano costituite da piccole città rurali, erano considerate colonie a causa dell'assenza di risorse. I conflitti con acqua potabile, fognature e alloggi sicuri e puliti che le colonie hanno dovuto affrontare hanno portato al requisito della Sezione 916 del National Affordable Housing Act del 1992.
Nel New Mexico, la terra è stata venduta contract-for-deed, ossia tramite transazione immobiliare che avviene direttamente tra l'acquirente e il venditore, senza alcun creditore coinvolto; tuttavia, prima del 1990, gli abitanti del Paese potevano dividere la loro proprietà in quattro lotti senza violare la legge. Nel giro di un paio d'anni, ai proprietari terrieri è stato poi permesso di dividere la loro terra in due appezzamenti, ma dopo qualche tempo la legge sulla suddivisione è stata modificata per colmare questa "scappatoia utilizzata dagli sviluppatori della colonia".

## Caratteristiche

### Dati demografici
Le colonie possono essere trovate in ogni stato degli Stati Uniti al confine con il Messico: Texas, New Mexico, Arizona e California. I residenti sono per lo più ispanici e circa il 65% della popolazione della colonia nel 2014 era nata negli Stati Uniti. Nel complesso, le colonie sono costituite da comunità a basso reddito con famiglie che non possono permettersi beni in un'economia formale. In un sondaggio casuale del Dipartimento dei servizi sanitari statali del Texas, è emerso che metà delle famiglie aveva nel 2014 un reddito inferiore a 834 dollari al mese. Circa il 70% dei residenti della colonia non si era diplomato al liceo e molti mancavano di conoscenza della lingua inglese, il che ostacola la loro mobilità lavorativa, sopprime i salari, e la capacità di chiedere assistenza. Il tasso di disoccupazione per le famiglie nelle colonie era del 18%, rispetto all'11% nelle città vicine.
I residenti delle colonie pagano, in media, il 58% del loro reddito per l'alloggio. In confronto, un appartamento con due camere da letto ad Albuquerque, New Mexico costa 830 dollari, solo il 20% del reddito medio negli Stati Uniti. L'alloggio in una colonia costa troppo rispetto ai guadagni dei residenti e le condizioni di vita sono significativamente peggiori.

### Alloggio
Le colonie possono essere prive di tutti i tipi di infrastrutture fisiche essenziali e servizi pubblici, come acqua pulita, fognature sanitarie e strade adeguate. La maggior parte degli alloggi della colonia non soddisfa gli standard di costruzione e i regolamenti edilizi. Le case sono spesso costruite a poco a poco, partendo da squallide tende di legno e cartone. Solo il 54% dei residenti della colonia in Texas ha un servizio fognario e circa il 50% beve acqua da una fonte non di rubinetto. Poiché non hanno diritto al finanziamento, i residenti di una colonia acquistano la loro terra con un contratto per atto, in cui la proprietà della terra rimane al venditore fino al pagamento dell'intero acquisto. Questa terra alla fine finisce per essere priva di valore poiché il mercato degli alloggi della colonia è molto basso. La maggior parte delle case non può superare le ispezioni per qualificarsi per riparazioni e ulteriori miglioramenti. La situazione abitativa nella contea di Cameron, in Texas, manca di alcune infrastrutture e richiede 44 milioni di dollari per aggiornare tutte le case. Dal punto di vista finanziario, le famiglie che vivono nelle colonie non hanno le risorse per aggiungere miglioramenti in ordine alla sostenibilità.
Queste povere comunità minoritarie sono anche obiettivi primari per le strutture di rifiuti pericolosi a causa della loro incapacità di intentare azioni legali. La maggior parte di tali strutture nel New Mexico si trova entro un raggio di 10 miglia (16 km) da una colonia. Questi includono discariche, centrali elettriche e impianti di smaltimento dei rifiuti che hanno tutti un impatto negativo sulla salute permanente delle comunità. Le opzioni legali a disposizione dei residenti della colonia per combattere il collocamento di queste strutture sono scarse. Molti non sono a conoscenza dei benefici pubblici a loro disposizione e la richiesta di sussidi può essere una lotta quando sono richieste un'ampia documentazione e molte visite agli uffici statali. In definitiva, gli immigrati nella regione di confine devono affrontare barriere linguistiche e paura di ritorsioni contro i familiari senza alcuna forma di identificazione.

### Disparità sanitarie

#### Qualità della vita correlata alla salute
Uno studio pilota del 2008 sui fattori che influenzano la qualità della vita correlata alla salute (HRQL - health-related quality of life) degli adulti messicano-americani che vivono nelle colonie ha rilevato che i residenti delle colonie scendono al di sotto della media statunitense. Esaminando i messicano-americani residenti nella contea di Hidalgo, in Texas, i ricercatori hanno scoperto che i messicani americani che vivono nelle colonie condividono modelli di salute mentale simili rispetto alla media degli Stati Uniti, ma la loro salute fisica era peggiore. I dati raccolti attraverso un'indagine sulle famiglie nel 2002 e nel 2003 dall'Integrated Health Outreach System Project (IHOS) sono stati analizzati per descrivere la popolazione in termini di stato sociodemografico, HRQL e altre variabili. Nelle risposte a questa indagine, l'81% ritiene che l'accesso ai servizi sanitari sia un problema; Il 62,5% ha citato l'alloggio; Il 76,5% percepisce di non avere abbastanza attività ricreative e culturali; 86% ha percepito problemi sociali; e il 41,1% ha percepito problemi ambientali fisici, in particolare aria o acqua inquinata. In conclusione, la ricerca fornisce dati significativi che riconoscono le disparità di salute che i residenti della colonia affrontano continuamente.
Nel giugno 2010 il Comitato degli avvocati per i diritti civili secondo la legge ha pubblicato un rapporto in cui afferma che ci sono dati sufficienti nella documentazione storica per dimostrare una correlazione diretta tra esiti di salute ridotti, disparità di salute e morbilità e mortalità prematura con il proprio codice postale. I ricercatori hanno stabilito che, per le persone di colore o a basso reddito, questo può predeterminare la loro aspettativa di vita.

#### Consumo di alcol, ansia, stress traumatico e disperazione
In uno studio del 2009, un modello partecipativo di cento residenti di colonie di origine messicana ha mostrato che i partecipanti che soddisfacevano i criteri per la dipendenza da alcol mostravano più sintomi di ansia e stress post-traumatico rispetto alla media nazionale. Gli investigatori hanno scoperto che tra gli immigrati messicano-americani, la prevalenza una tantum di qualsiasi disturbo d'ansia negli uomini era del 9% e del 18% per le donne. Per i messicani americani nati negli Stati Uniti, il 20% degli uomini e il 27% delle donne soddisfacevano i criteri per i disturbi d'ansia. I messicani americani che vivono in colonia corrono notevoli rischi per la salute a causa di condizioni di vita non sicure, basso livello di istruzione, alto tasso di disoccupazione, tassi relativamente alti di malattie trasmissibili, mancanza di accesso all'assistenza sanitaria e povertà. Inoltre, lo studio ha rilevato che le persone che vivono nelle colonie avevano i più alti tassi di binge drinking (che significa “abbuffata di alcolici” ed indica l'assunzione di più bevande alcoliche in un intervallo di tempo molto di circa 2-3 ore) e dipendenza da alcol correlata ad ansia, stress traumatico e disperazione.
In uno studio del 2005, i ricercatori hanno scoperto che "le persone con uno stato socioeconomico basso hanno rischi di malattia notevolmente più elevati e una durata di vita più breve" rispetto alle persone più ricche.

#### Alimentazione scolastica
Nella ricerca nutrizionale, i ricercatori hanno valutato le esperienze di insicurezza alimentare infantile e instabilità stagionale all'interno di diadi madre-bambino di origine messicana che vivono nelle colonie di confine tra Messico e Stati Uniti. Concentrandosi sull'insicurezza alimentare, che è nota per causare effetti sulla salute nel corso della vita, i ricercatori hanno cercato di comprendere gli effetti dei programmi nutrizionali scolastici e estivi tra le donne e i loro figli, in particolare all'interno delle colonie al confine con il Texas. Un attributo importante di questa ricerca era che lo studio dipendeva da un'analisi multilivello, che si basava su misurazioni ripetute. Ha anche preso in considerazione le percezioni e le esperienze dei bambini all'interno della ricerca.
Secondo la ricerca, l'insicurezza alimentare tra le famiglie statunitensi di origine ispanica e messicana supera le stime nazionali (Nalty, 2013). Inoltre, nel 2011, il 26,2% delle famiglie ispaniche negli Stati Uniti soffriva di insicurezza alimentare e il 17,4% delle famiglie con insicurezza alimentare infantile era ispanico.

#### Obesità infantile
In consultazione con i responsabili delle decisioni locali, la ricerca del 2013 sull'obesità infantile nelle comunità a basso reddito messicano-americane ha portato a raccomandazioni che affrontano problemi correlati all'interno di comunità come le colonie. Sono nate quattro idee politiche:
- stabilire programmi sanitari sostenibili basati sulla comunità;
- migliorare le infrastrutture e la sicurezza del quartiere;
- aumentare l'accesso ai parchi;
- sostenere le organizzazioni della comunità per diffondere l'educazione sanitaria a genitori e bambini[37].

Secondo uno studio del 2009 di R. Gottlieb, i problemi alimentari "sono particolarmente pronunciati nelle comunità a basso reddito dove la mancanza di accesso a cibi sani freschi e convenienti ha conseguenze dirette sulla salute e nutrizionali". Spiega che i fattori fondamentali dell'uso del suolo come l'alloggio, i trasporti e lo spazio commerciale sono questioni di giustizia alimentare e giustizia ambientale e che affrontare questi problemi può aiutare a ridurre le disparità di salute tra i residenti di confine.

### Istruzione
L'istruzione nella regione di confine è scadente da entrambe le parti. Sebbene i tassi di completamento e conseguimento siano molto più alti negli Stati Uniti che in Messico, sono molto al di sotto della media statunitense. I bassi livelli di istruzione lungo la regione di confine sono dovuti alla mancanza di infrastrutture adeguate, al basso finanziamento delle tasse sulla proprietà per le scuole e al pressante bisogno finanziario che vede i bambini contribuire al reddito familiare. Il problema principale del sistema educativo nelle colonie è la mancanza di fondi.
In Texas, la Texas Education Agency determina le direttive sull'istruzione mentre la maggior parte dei finanziamenti scolastici proviene dalle tasse locali sulla proprietà. Per le colonie a basso reddito, queste direttive possono presentare ostacoli fiscali che ostacolano la qualità dell'istruzione. La crescita della popolazione tra le colonie rende così il finanziamento dell'istruzione controverso e socialmente divisivo. C'è anche un problema nel trovare fornitori di servizi diretti che istruiscano i bambini nelle colonie. I distretti scolastici hanno adottato misure per attirare gli insegnanti verso la prospettiva di lavorare in queste aree, anche se trovare insegnanti qualificati è diventato un compito sempre più difficile.

## Azione di politica pubblica
Piuttosto che illegali, le colonie sono considerate "extra-legali", in quanto circumnavigano la legge piuttosto che violarla. In risposta a questi sistemi, gli studiosi sono divisi tra approcci egualitari e libertari. Coloro che sostengono l'approccio egualitario ritengono che attualmente le colonie dimostrino una nozione di inferiorità per coloro che vi abitano; in risposta, propongono standard di vita imposti dalla regolamentazione del governo. Tuttavia, i sostenitori dello stile libertario favoriscono l'informalità di questo sistema di vita per fornire un'opzione abitativa a prezzi accessibili per i bisognosi e criticano l'azione del governo per imporre standard di vita senza fornire ai coloni le risorse per sostenerli.
A partire dal 2010 la qualità abitativa delle colonie continua a non essere regolamentata. L'informalità negli alloggi continua ad espandersi mentre si allarga la distanza sociale tra la classe media e la classe inferiore. Minori opportunità sono disponibili per i sotto-alfabetizzati e i poveri. Tuttavia, l'esperta legale Jane Larson ha proposto una politica di realizzazione progressiva, che estenderebbe gradualmente gli standard nelle colonie. Sono in fase di attuazione incentivi quali programmi di microcredito che consentono poi alle famiglie di raggiungere livelli accettabili di qualità abitativa. Il modello affronta l'uguaglianza stabilendo uno standard per gli alloggi basato sulla conformità delle risorse disponibili e impegnerebbe il governo e le persone verso l'obiettivo comune di alloggi sostenibili. Tuttavia, ciò non significa che i governi non abbiano obblighi una volta raggiunto un determinato standard. Il modello di realizzazione progressista richiede un progresso continuo in un rapporto tra diritto e società, che corrisponde direttamente alle scelte di coloro che vivono nelle colonie.
Migliorare la vita dei coloni attraverso la politica si è rivelato un processo difficile e lento. Il finanziamento di progetti infrastrutturali per le colonie è subordinato alla definizione di una "colonia" e la definizione di criteri efficaci a tal fine si è rivelata una sfida. Le disposizioni Farm Housing del Codice degli Stati Uniti definiscono una colonia come una comunità che:
- si trova nello stato dell'Arizona, California, New Mexico o Texas;
- si trova entro 150 miglia (240 km) dal confine tra Messico e Stati Uniti (ad eccezione di qualsiasi area metropolitana superiore a un milione di persone);
- sulla base di criteri oggettivi, mancano sistemi fognari adeguati e mancano alloggi dignitosi, sicuri e igienici;
- esisteva come colonia prima del 28 novembre 1990[40].

Altre definizioni sono utilizzate da specifiche agenzie governative (ad esempio: HUD, USDA, Environmental Protection Agency [EPA] e Texas Code). Molti studiosi criticano i criteri federali esistenti come troppo ampi in quanto la maggior parte delle definizioni di colonie si basano sull'archetipo che esiste al confine con il Texas. Mentre le colonie in Texas sono note per essere insediamenti periurbani con abitanti per lo più ispanici, gli insediamenti in California si trovano in vecchie città rurali con popolazioni etnicamente diverse. Ciò ha ostacolato lo sviluppo delle infrastrutture della colonia in California. Anche i criteri sono stati descritti come troppo ristretti, basandosi su valori numerici per determinare se una transazione è qualificata. Sotto il Dipartimento per l'edilizia abitativa e lo sviluppo urbano (HUD) degli Stati Uniti, i fondi designati nell'ambito del Community Development Block Grant (CDBG) dovevano beneficiare le colonie lungo il confine tra Messico e Stati Uniti, definite da vari valori numerici. Tuttavia, le colonie come quelle nelle contee di Riverside e San Diego sono escluse dal CBDG perché si trovano all'interno di aree statistiche metropolitane (MSA) con oltre un milione di persone. Allo stesso modo, il Dipartimento dell'Agricoltura degli Stati Uniti limita le sue colonie a insediamenti di non più di 20.000 residenti, escludendo la maggior parte delle comunità in cerca di finanziamenti in California. La definizione di colonie dell'EPA deriva dal NAFTA, che limita queste colonie a una distanza di 62 miglia (100 km) dal confine. Questo limita tutte le colonie designate in California all'incirca all'area della contea di Imperial.

### Programmi

#### Accordi ambientali multinazionali
L'Accordo nordamericano sulla cooperazione ambientale (NAAEC) è un accordo ambientale internazionale tra i governi di Canada, Messico e Stati Uniti. Il NAFTA ha cercato di promuovere la crescita economica abbassando la maggior parte delle barriere esistenti al commercio. Mentre molti sostenitori del NAFTA sostenevano che avrebbe indirettamente aumentato il tenore di vita e quindi la spesa ambientale al confine, molti critici hanno commentato il fatto che solo una singola frase nel preambolo dell'accordo affrontava gli impatti ambientali della promozione del libero scambio. Al fine di garantire l'approvazione del NAFTA, l'amministrazione Clinton ha spinto per NAAEC come accordo collaterale specifico per aiutare le questioni ambientali di confine. Dalla NAAEC è nata la creazione della Commissione per la cooperazione ambientale (CEC), un'istituzione che fornisce un forum per la risoluzione delle controversie sull'applicazione della legge ambientale. Gli studiosi generalmente concordano sul fatto che la dizione della NAAEC è ambigua e non definisce chiaramente l'autorità che ha l'organizzazione; non è inoltre chiaro se i trasgressori siano obbligati a rispondere alle richieste fatte dalla CEC, e quindi poche parti sono state effettivamente indagate e punite per la mancata collaborazione.
La carta che ha creato la Border Environment Cooperation Commission (BECC) e la North American Development Bank (NADB) è stato il primo accordo multinazionale per affrontare i problemi affrontati dai coloni. Queste due istituzioni binazionali sono state create per risolvere i problemi che ruotano attorno alla contaminazione del suolo e alle infrastrutture idriche/acque reflue sostenibili e compensare le carenze della CEC. Tuttavia, BECC/NADB non si rivolge esplicitamente alle colonie stesse, ma piuttosto al confine tra Messico e Stati Uniti, definendo il confine come aree negli Stati Uniti "entro 100 chilometri [62 miglia] e l'area in Messico che si trova entro 300 chilometri [190 miglia] del confine internazionale." BECC/NADB è costituito da un consiglio composto da membri dei governi degli Stati Uniti e del Messico, e quindi rientra ugualmente nella giurisdizione del governo di ciascuna nazione; questo include l'amministratore dell'EPA e i segretari di Stato e del Tesoro degli Stati Uniti, i segretari per l'ambiente e le risorse naturali, il tesoro e le relazioni esterne del Messico, nonché un rappresentante statale e un'organizzazione non governativa di ciascun paese. Il BECC certifica i progetti che soddisfano i criteri per ricevere finanziamenti dal NADB. I progetti possono essere proposti da chiunque; nel fare ciò, il BECC/NADB cerca di promuovere la partecipazione pubblica allo sviluppo sostenibile del confine tra Messico e Stati Uniti.
Sebbene i programmi siano stati elogiati come rivoluzionari, i critici hanno affermato che i progressi sono lenti con NADB; non è riuscita a finanziare un singolo progetto infrastrutturale entro un anno dalla sua creazione, nonostante l'approvazione di diversi progetti da parte del BECC. Questi programmi sono stati criticati per non aver considerato chi pagherà per mantenere l'infrastruttura completata. Poiché BECC non è un'agenzia di regolamentazione, le sue decisioni non sono esecutive. I critici di BECC/NADB hanno suggerito l'attuazione di misure punitive come sanzioni pecuniarie per integrare il sistema di incentivi attualmente in vigore.

#### Dipartimento degli alloggi e dello sviluppo urbano degli Stati Uniti
Il Crantston-Gonzalez National Affordable Housing Act del 1990 è stato creato per aiutare le famiglie che non possedevano case a versare acconti per l'acquisto di case, espandere l'offerta di alloggi a prezzi accessibili per le famiglie a basso reddito e promuovere la cooperazione tra tutti i livelli di governo e il settore privato in questa espansione. La legge è considerata una delle politiche più importanti relative alle colonie statunitensi per accantonare fondi dal Community Development Block Grant Program (CDBG) per andare direttamente a migliorare il loro tenore di vita e portare al pubblico una consapevolezza delle colonie in California, Arizona e Nuovo Messico. Questi fondi CDBG sono particolarmente utilizzati per migliorare l'acqua potabile, i sistemi fognari e gli alloggi sanitari nelle colonie. La legge è accreditata per aver ispirato altre agenzie, come l'EPA, a finanziare programmi mirati allo sviluppo al confine tra Messico e Stati Uniti.
I critici hanno affermato che l'attenzione dell'HUD si è concentrata sulla prevenzione dello sviluppo di colonie piuttosto che cercare di fornire a coloro a basso reddito una maggiore offerta di alloggi a prezzi accessibili. Come nel caso di BECC/NADB, anche i critici hanno affermato che i progetti volti a migliorare le infrastrutture sono stati deludenti. Gli studiosi hanno esortato l'HUD a sfruttare la sua capacità di lavorare con il settore privato incoraggiando gli investimenti privati nello sviluppo diretto delle attuali colonie. Piuttosto che eliminare le colonie, molti hanno proposto invece di far creare al settore privato abitazioni migliori a basso costo all'interno dell'area, migliorando anche le abitazioni già stabilite.

## Gruppi di difesa
Le organizzazioni per l'edilizia abitativa e di difesa della comunità lavorano per alleviare la povertà nelle colonie promuovendo programmi abitativi di auto-aiuto che forniscono ai residenti della colonia le risorse per costruire le proprie case, promuovendo l'empowerment della comunità e sensibilizzando l'opinione pubblica. Questi gruppi includono il Texas Low Income Housing Information Service (TxLIHIS), un'organizzazione senza scopo di lucro per la difesa di alloggi a prezzi accessibili, e il Colonias Development Council nel New Mexico.